# セヴァン・カリス＝スズキ
セヴァン・カリス＝スズキ（英語:Severn Cullis-Suzuki、1979年11月30日- ）は、カナダの環境問題活動家、著述家。

## 人物
父親は日系カナダ人で母親がカナダ人。
現代文学で博士号を取得したタラ・エリザベス・スズキと、著名なカナダの遺伝学者で環境問題活動家のデヴィッド・スズキ（生物学で博士号取得、日系カナダ人3世）の娘としてブリティッシュコロンビア州バンクーバーに生まれる。カリスは、エコロジーと進化生物学で2002年エール大学で理学士の学位を取得している。彼女は、世界中で環境問題について講演活動を展開、聴取者に自らの価値観の転換と未来に何を残せるのか、またその上で自らの責任を全うすることを求めている。
9歳の時ロード・テニソン小学校でフランス語イマージョン・プログラムを受けていた際、環境問題に関心の高い子ども達が集まって情報交換や学習をする「子どもの環境団体」（ECO:the Environmental Children's Organization）を知る。
1992年、12歳でカリスは、リオデジャネイロで開催された環境サミットに際し、子どもの環境団体の代表として参加し、募金活動を行った。その会議で、ミシェル・クイッグ、バネッサ・スッティ、そしてモーガン・ガイスラーらのメンバーと共にカリスは、子どもの視点からの環境問題についての後に有名になった講演を行い、満場の拍手喝采を博した。その映像は後にバイラルビデオとなり、「世界を5分間沈黙させた少女」として世界中で有名になった。1993年にはUNEPの世界の尊敬すべき500人の勲章を受けた。また、同年ダブルデイ社が、彼女の環境問題を取り上げた『世界に伝えて』(Tell the World、ISBN 0-385-25422-9)というタイトルので、32ページほどの家族向けの本を出している。
2002年、彼女はイェール大学を理学士を取得して卒業した。
2002年の春、カリスは、スカイフィッシュ・プロジェクト（The Skyfish Project）と名づけられたインターネットを基盤としたシンクタンクの立ち上げを支援した。コフィー・アナン前国際連合事務総長の諮問委員会の一員として彼女とスカイフィッシュ・プロジェクトのメンバーは、2002年8月ヨハネスブルグでの持続可能な開発に関する世界首脳会議で、「責任の認識」と呼ばれる誓約を最初のプロジェクトとして掲げた。
スカイフィッシュ・プロジェクトは、カリスが学校生活に復帰するため2004年に解散し、カリスはヴィクトリア大学の環境科学の大学院のコースに入学した。
カリスは「スズキのネイチャー・クエスト」と題するテレビ番組の司会進行役を勤めたことがある。2002年にディスカバリー・チャンネルの中の子供向けチャンネルにあたるディスカバリー・キッズで放送されたテレビ番組シリーズである。
デビットの著書『自伝』（The Autobiography、2006年）によれば、彼女はエール大学の卒業後、2年間旅行に明け暮れ、その後ヴィクトリア大学の大学院に入り、ナンシー・ターナー教授の下で伝承民族植物学（ethnobotany）を研究することになったという。
現在は結婚し、夫と2人の子供とともにハイダ・グワイ（クイーン・シャルロット諸島）に居住している。
2012年　再びリオデジャネイロで開催された環境サミット登場しスピーチをおこなった。

## 書籍
- セヴァン・スズキ『あなたが世界を変える日　12歳の少女が環境サミットで語った伝説のスピーチ』学陽書房　ISBN 978-4-313-81206-2

## 映画
- 「セヴァンの地球のなおし方」（英語:Severn, the Voice of Our Children）フランス映画　2010年11月公開（日本公開は、2011年）、監督:ジーン-ポール=ジャウド
- 「デヴィッド・スズキ フォース・オブ・ネイチャー」カナダ映画（2010年トロント国際映画祭 国際ドキュメンタリー部門 観客賞受賞）